# Campo (física)
En física, un campo representa la distribución espacio-temporal de una magnitud física; es decir, es una propiedad que puede medirse en el entorno de cada punto de una región del espacio para cada instante del tiempo.
Matemáticamente, los campos se representan mediante una función definida sobre una cierta región. Gráficamente, se suelen representar mediante líneas o superficies de igual magnitud.
Históricamente fue introducido para explicar la acción a distancia de las fuerzas de gravedad, eléctrica y magnética, aunque con el tiempo su significado se ha extendido substancialmente, para describir variaciones de temperatura, tensiones mecánicas en un cuerpo, propagación de ondas, etc. El concepto de campo surge cuando en la física clásica, formalizada por Newton, se plantea una noción "campal" de espacio y tiempo. Esta nueva propuesta se deslindaría formalmente de la física aristotélica. En Aristóteles el espacio (y parecidamente el tiempo) tendía a convertirse en "espacio-de-cada-cosa", es decir, en lugar (ocupado por la cosa). Sin embargo, para Newton, que es decir: a partir de la física clásica, el espacio toma estado de absoluto, o ab-solutum, es decir, desligado (ab) y suelto (solutum) de causas finales y eficientes, y expuesto a fuerzas. Con el advenimiento de la física moderna la noción de campo es entendida como una categoría coordinada con espacio-tiempo, es decir, espacio-tiempo-campo.

Representación gráfica de un campo magnético mediante líneas de fuerza equipotenciales

## Historia
Para Isaac Newton, su ley de la gravitación universal expresaba simplemente la fuerza gravitacional que actuaba entre cualquier par de objetos masivos. Al observar el movimiento de muchos cuerpos que interactúan entre sí, como los planetas en el Sistema Solar, lidiar con la fuerza entre cada par de cuerpos por separado se convierte rápidamente en un inconveniente computacional. En el siglo XVIII, se ideó una nueva cantidad para simplificar la contabilidad de todas estas fuerzas gravitatorias. Esta cantidad, el campo gravitacional, dio en cada punto del espacio la aceleración gravitatoria total que sentiría un objeto pequeño en ese punto. Esto no cambió la física de ninguna manera: no importaba si todas las fuerzas gravitatorias sobre un objeto se calculaban individualmente y luego se sumaban, o si todas las contribuciones se sumaban primero como un campo gravitatorio y luego se aplicaban a un objeto.
El desarrollo del concepto independiente de un campo verdaderamente comenzó en el siglo diecinueve con el desarrollo de la teoría del electromagnetismo. En las primeras etapas, André-Marie Ampère y Charles-Augustin de Coulomb podían arreglárselas con leyes al estilo de Newton que expresaban las fuerzas entre pares de cargas eléctricas o corrientes eléctricas. Sin embargo, se volvió mucho más natural adoptar el enfoque de campo y expresar estas leyes en términos eléctricos y campos magnéticos; en 1849 Michael Faraday se convirtió en el primero en acuñar el término "campo".
La naturaleza independiente del campo se hizo más evidente con el descubrimiento de James Clerk Maxwell de que las ondas en estos campos se propagaban a una velocidad finita. En consecuencia, las fuerzas sobre cargas y corrientes ya no  dependían de las posiciones y velocidades simultáneas de otras cargas y corrientes, sino de sus posiciones y velocidades pasadas.
Maxwell, al principio, no adoptó el concepto moderno de campo como una cantidad fundamental que podría existir de forma independiente. En cambio, supuso que el campo electromagnético expresaba la deformación de algún medio subyacente, el éter luminífero, muy parecido a la tensión en una membrana de caucho. Si ese fuera el caso, la velocidad observada de las ondas electromagnéticas debería depender de la velocidad del observador con respecto al éter. A pesar de mucho esfuerzo, nunca se encontró evidencia experimental de tal efecto; la situación se resolvió con la introducción de la teoría especial de la relatividad por Albert Einstein en 1905. Esta teoría cambió la forma en que los puntos de vista de los observadores en movimiento se relacionaban entre sí. Se relacionaron entre sí de tal manera que la velocidad de las ondas electromagnéticas en la teoría de Maxwell sería la misma para todos los observadores. Al eliminar la necesidad de un medio de fondo, este desarrollo abrió el camino para que los físicos comenzaran a pensar en los campos como entidades verdaderamente independientes.
A finales de la década de 1920, las nuevas reglas de la mecánica cuántica se aplicaron por primera vez al campo electromagnético. En 1927, Paul Dirac usó el campo cuántico para explicar con éxito cómo la descomposición de un átomo a un estado cuántico más bajo condujo a la emisión espontánea de un fotón, el cuanto del campo electromagnético. Esto pronto fue seguido por la realización (siguiendo el trabajo de Pascual Jordan, Eugene Wigner, Werner Heisenberg, y Wolfgang Pauli) que todas las partículas, incluyendo electrones y protones, podrían entenderse como los cuantos de algún campo cuántico, elevando los campos al estado de los objetos más fundamentales de la naturaleza. Dicho esto, John Wheeler y Richard Feynman consideraron seriamente el concepto previo al campo de Newton de acción a distancia (aunque lo dejaron de lado debido a la continua utilidad del concepto de campo para la investigación en relatividad general y electrodinámica cuántica).

## Concepto de campo físico
Se dice que existe un campo asociado a una magnitud física, en una región del espacio, si se puede asignar un valor a dicha magnitud para todos los puntos de dicha región en cada instante.
Los sistemas físicos formados por un conjunto de partículas interactuantes de la mecánica clásica y los sistemas físicos de partículas relativistas sin interacción, son sistemas con un número finito de grados de libertad, cuyas ecuaciones de movimiento vienen dadas por ecuaciones diferenciales ordinarias como todos los ejemplos anteriores.
Los campos físicos, además de la variación de magnitud en el espacio, muestran la variación en el tiempo. Esa característica hace que los campos físicos se consideren informalmente como sistemas con un número infinito de grados de libertad. Las peculiaridades de los campos hacen que sus ecuaciones de "movimiento" o evolución temporal vengan dadas por ecuaciones en derivadas parciales en lugar de ecuaciones diferenciales ordinarias.
La noción de campo permite que una cosa pase de un estado potencial a un estado individual. En contraste con la física aristotélica, la noción de campo nos permite reconocer a la potencia como algo real. A propósito Juan David García Bacca nos dice: "El paso, pues, de estado "potencial" al actual no es el paso de "esta" realidad que estaba en potencia a "esta" realidad misma en estado de acto —que tal es la correlación entre estar-en-potencia y estar-en-acto en Aristóteles—, sino paso de "estado cósmico" supraindividual, a "estado individual", poseyendo ambos estados, cósmico e individual, o cósmico individualizado, propiedades reales, cuando el estado de potencia, en el sentido filosófico-aristotélico de esta palabra, era "incognosible" y no poseía propiedades reales". García Bacca interpreta de la teoría de la relatividad de Einstein que junto a las categorías espacio y tiempo, que se coordinan objetivamente como una sola, es decir: espacio-tiempo, se agrega una tercera categoría que es campo gravitatorio. Con lo cual el bloque completo es espacio-tiempo-gravedad.

## Clasificación formal de los campos
Esta sección clasifica los campos físicos de acuerdo a sus propiedades matemáticas y su distribución en el tiempo y en el espacio. Por ejemplo,
- Un campo es uniforme si la magnitud que define al campo permanece constante.

- Un campo se denomina estacionario si no depende del tiempo.

### Campos escalares, vectoriales y tensoriales
Una clasificación posible atendiendo a la forma matemática de los campos es:
- Campo escalar: aquel en el que cada punto del espacio lleva asociada una magnitud escalar. (campo de temperaturas de un sólido, campo de presiones atmosféricas...).
- Campo vectorial: aquel en que cada punto del espacio lleva asociado una magnitud vectorial (campos de fuerzas,...).
- Campo tensorial: aquel en que cada punto del espacio lleva asociado un tensor (campo electromagnético en electrodinámica clásica, campo gravitatorio en teoría de la relatividad general, campo de tensiones de un sólido, etc.).
- Campo espinorial: un campo que generaliza al tipo anterior y que aparece sólo en mecánica cuántica y teoría cuántica de campos.

### Propiedades de campos escalares y vectoriales
Dado un campo físico es común definir, según el tipo de campo algunas de las siguientes características de dicho campo:
- Intensidad, que puede definirse localmente dada una región arbitrariamente pequeña, puede definirse la intensidad del campo, como un escalar formado a partir de las componentes tensoriales del campo. Cuanto mayor es dicha intensidad mayor el efecto físico o la perturbación que el campo ocasiona en una determinada región.
- Flujo, que sólo puede definirse sobre una superficie, por lo que el flujo de un campo a través de una superficie depende tanto del campo como de la superficie escogida y por tanto no es una propiedad intrínseca del campo a diferencia de la intensidad.

Según el tipo de campo físico pueden definirse otros campos derivados como operadores diferenciales sobre las componentes del campo original, los tipos operaciones usadas para definir estos otros campos derivados son:
- Potencial escalar, definible para campos vectoriales irrotacionales, es decir, cuyo rotacional es nulo en una región simplemente conexa.
- Potencial vectorial, definible para campos vectoriales solenoidales.
- Gradiente, definible para un campo escalar cualquiera.
- Rotacional, definible para cualquier campo vectorial, es otro campo vectorial derivado del primero.
- Divergencia, definible para cualquier campo vectorial, es un campo escalar derivado del campo vectorial.

## Ejemplos de campos físicos

### Campos de fuerzas en física clásica
En física el concepto surge ante la necesidad de explicar la forma de interacción entre cuerpos en ausencia de contacto físico y sin medios de sustentación para las posibles interacciones. La acción a distancia se explica, entonces, mediante efectos provocados por la entidad causante de la interacción, sobre el espacio mismo que la rodea, permitiendo asignar a dicho espacio propiedades medibles. Así, será posible hacer corresponder a cada punto del espacio valores que dependerán de la magnitud del cuerpo que provoca la interacción y de la ubicación del punto que se considera. Los campos más conocidos en física clásica son:
- Campo electromagnético. Descomponible para cada observador en dos campos campo electrostático y campo magnético. En física newtoniana el campo electromagnético puede ser tratado como dos campos vectoriales, aunque en física relativista el campo electromagnético relativista se trata como un campo tensorial, derivable de un único campo vectorial cuatridimensional.
- Campo gravitatorio. En mecánica newtoniana el campo gravitatorio puede ser tratado como un campo vectorial irrotacional, y por tanto derivable de un campo escalar. En cambio la descripción de la gravedad en la Teoría general de la relatividad es más compleja y requiere definir un tensor de segundo rango, llamado tensor métrico sobre un espacio-tiempo curvo.

Estos dos ejemplos anteriores son los casos de campos de fuerza elementales en física clásica. Además de estos un sistema de elementos acoplados como muelles o poleas puede formar otro tipo de campos de fuerzas diferentes. En ese contexto un campo de fuerzas es un sistema de fuerzas que se da un sistema física en el cual a acada configuración o posición de elementos físicos le corresponde de manera unívoca una fuerza. Matemáticamente si el sistema queda descrito por una serie de coordenadas {\displaystyle {\boldsymbol {r}}_{i}}, entonces estamos ante un campo de fuerzas cuando existe una función matemática tal que las fuerzas físicas {\displaystyle {\boldsymbol {F}}_{k}} pueden expresarse mediante un conjunto de funciones de la forma:

{\displaystyle {\boldsymbol {F}}_{k}={\boldsymbol {f}}_{k}({\boldsymbol {r}}_{1},\dots ,{\boldsymbol {r}}_{n})}

### Campos de fuerzas en física cuántica
En teoría cuántica los campos se tratan como distribuciones que permiten asignar operadores que describen el campo. La existencia de un campo medible en una región del espacio se trata como un estado del espacio-tiempo consistente en que la medición de los operadores de campo sobre determinada región del espacio toma cierta distribución.
En teoría cuántica de campos, las partículas son tratadas como estados posibles de un campo cuántico, por lo que en esta teoría todas las entidades son campos distribuidos en el espacio-tiempo que interactúan mutuamente.

### Campo de tensiones
La mecánica de medios continuos estudia la deformación de un sólido continuo o el movimiento de un fluido, mediante la asignación a cada punto del medio continuo de un campo tensorial llamado tensor tensión y dos campos vectoriales: un campo de velocidades y un campo de desplazamientos. Todos esos campos se relacionan mediante un sistema complejo de ecuaciones diferenciales en derivadas parciales, generalmente no lineales.
Debido a la complejidad de las ecuaciones de movimiento que describe la evolución temporal de ese tipo de sistemas muchas veces esos problemas sólo pueden ser abordados de manera práctica mediante técnicas numéricas como el método de los elementos finitos.

### Propagación de ondas
El estudio de propagación de ondas analiza cómo cierto tipo de perturbación puede afectar a las regiones vecinas en un medio material o en el vacío. Aunque existen diversos tipos de fenómenos ondulatorios, muchos fenómenos de propagación de ondas pueden ser modelizados por la ecuación de onda que es una ecuación diferencial lineal en derivadas parciales de tipo parabólico, para la que existen multitud de técnicas de resolución, tanto analíticas como numéricas.

## Para más información
- Fields. «Principles of Physical Science». Encyclopædia Britannica (Macropaedia) 25 (15th edición). 1994. p. 815.
- Landau, Lev D. and Lifshitz, Evgeny M. (1971). Classical Theory of Fields (3rd ed.). London: Pergamon. ISBN 0-08-016019-0. Vol. 2 of the Course of Theoretical Physics.
- Jepsen, Kathryn (18 de julio de 2013). «Real talk: Everything is made of fields». Symmetry Magazine. Archivado desde el original el 4 de marzo de 2016. Consultado el 26 de julio de 2023.

- Datos: Q185674